# Jhon Cley
Jhon Cley Jesus Silva Coelho (sinh ngày 9 tháng 3 năm 1994), hay còn được biết đến với cái tên Jhon Cley, là cầu thủ bóng đá người Brazil hiện đang thi đấu ở vị trí tiền vệ cho câu lạc bộ Persis Solo tại Liga I.

## Sự nghiệp thi đấu

### Marítimo
Ngày 29 tháng 6 năm 2019, Jhon Cley ký hợp đồng với Marítimo.

## Danh hiệu

### Câu lạc bộ
Công an Hà Nội
- V. League 1:

 Vô địch: 2023